# Ebers-Kalender
| M23 · X1 | L2 · X1 |

| M23 · X1 | L2 · X1 |

| N5 | D45 | D28 |

| N5 | D45 | D28 |

| M23 · X1 | L2 · X1 |

| M23 · X1 | L2 · X1 |

| N5 | D45 | D28 |

| N5 | D45 | D28 |

| pr · D21 | X1 · D54 | M44 | t · N14 |

| pr · D21 | X1 · D54 | M44 | t · N14 |

Neujahrskalender des Amenophis I. beziehungsweise Ebers-Kalender sind Bezeichnungen für eine Tabelle, die sich auf der Rückseite des Papyrus Ebers, eines medizinischen Werks aus dem Anfang des neuen Reichs im alten Ägypten befindet. In dieser nachträglich dort niedergeschriebenen Ergänzung werden Monatsnamen und jahreszeitlich gebundene Monatsangaben in Beziehung zueinander gesetzt.

## Datierung
Kalenderabbildungen finden sich seit der 18. Dynastie auf Papyrus, Wasseruhren und Deckenbildern von Gräbern. So auch der Ebers-Kalender: er wird schon aufgrund seiner Überschrift auf die Regierungszeit von Amenhotep I. datiert.

## Bedeutung
„The Ebers Calendar is probably the most valuable chronological tool from Egypt that we are ever likely to possess“

„Der Ebers-Kalender ist vermutlich das wertvollste Chronologiewerkzeug aus Ägypten, das wir jemals besitzen mögen.“

## Inhalt
Der Text des Ebers-Kalenders ist hieratisch verfasst. Seit Anfang des 20. Jahrhunderts liegt eine Transkription hin zu Hieroglyphen vor:
| M4 | X1 · O50 | Z1 · Z1 · Z1 · Z1 · Z1 · Z1 | Z1 · Z1 · Z1 | O50 · D21 | U36 · N35 | M23 | L2 |

| M4 | X1 · O50 | Z1 · Z1 · Z1 · Z1 · Z1 · Z1 | Z1 · Z1 · Z1 | O50 · D21 | U36 · N35 | M23 | L2 |

| N33 | D45 | D28 | Z1 |

| N33 | D45 | D28 | Z1 |

| M4 | X1 · O50 | Z1 · Z1 · Z1 · Z1 · Z1 · Z1 | Z1 · Z1 · Z1 | O50 · D21 | U36 · N35 | M23 | L2 |

| M4 | X1 · O50 | Z1 · Z1 · Z1 · Z1 · Z1 · Z1 | Z1 · Z1 · Z1 | O50 · D21 | U36 · N35 | M23 | L2 |

| N33 | D45 | D28 | Z1 |

| N33 | D45 | D28 | Z1 |

| S34 | D&t&N17 |

| S34 | D&t&N17 |

| F15 | W3 |

| F15 | W3 |

| N12 · Z1 · Z1 · Z1 |

| N12 · Z1 · Z1 · Z1 |

| N37 · N35B |

| N37 · N35B |

| N5 | Z1 · Z1 · Z1 · Z1 · Z1 · Z1 | Z1 · Z1 · Z1 |

| N5 | Z1 · Z1 · Z1 · Z1 · Z1 · Z1 | Z1 · Z1 · Z1 |

| O1 · D21 | X1 · D54 | M44 | X1 · N14 |

| O1 · D21 | X1 · D54 | M44 | X1 · N14 |

| X1 · O50 | Z4 |

| X1 · O50 | Z4 |

| N12 · Z1 · Z1 · Z1 · Z1 |

| N12 · Z1 · Z1 · Z1 · Z1 |

| N5 | Z1 · Z1 · Z1 · Z1 · Z1 · Z1 | Z1 · Z1 · Z1 |

| N5 | Z1 · Z1 · Z1 · Z1 · Z1 · Z1 | Z1 · Z1 · Z1 |

| Y5 · N35 | O50 · X1 |

| Y5 · N35 | O50 · X1 |

| N12 · Z1 |

| N12 · Z1 |

| M8 · O50 · X1 |

| M8 · O50 · X1 |

| N5 | Z1 · Z1 · Z1 · Z1 · Z1 · Z1 | Z1 · Z1 · Z1 |

| N5 | Z1 · Z1 · Z1 · Z1 · Z1 · Z1 | Z1 · Z1 · Z1 |

| O6 · X1 | D2 · D21 |

| O6 · X1 | D2 · D21 |

| N12 · Z1 · Z1 |

| N12 · Z1 · Z1 |

| N5 | Z1 · Z1 · Z1 · Z1 · Z1 · Z1 | Z1 · Z1 · Z1 |

| N5 | Z1 · Z1 · Z1 · Z1 · Z1 · Z1 | Z1 · Z1 · Z1 |

| D28 | D2 · Z1 | D28 |

| D28 | D2 · Z1 | D28 |

| N12 · Z1 · Z1 · Z1 |

| N12 · Z1 · Z1 · Z1 |

| N5 | Z1 · Z1 · Z1 · Z1 · Z1 · Z1 | Z1 · Z1 · Z1 |

| N5 | Z1 · Z1 · Z1 · Z1 · Z1 · Z1 | Z1 · Z1 · Z1 |

| S · I9 | M34 | X1 · Z1 |

| S · I9 | M34 | X1 · Z1 |

| N12 · Z1 · Z1 · Z1 · Z1 |

| N12 · Z1 · Z1 · Z1 · Z1 |

| N5 | Z1 · Z1 · Z1 · Z1 · Z1 · Z1 | Z1 · Z1 · Z1 |

| N5 | Z1 · Z1 · Z1 · Z1 · Z1 · Z1 | Z1 · Z1 · Z1 |

| D21 · V31 | V28 |

| D21 · V31 | V28 |

| N12 · Z1 |

| N12 · Z1 |

| O1 | D21 · X1 |

| O1 | D21 · X1 |

| N5 | Z1 · Z1 · Z1 · Z1 · Z1 · Z1 | Z1 · Z1 · Z1 |

| N5 | Z1 · Z1 · Z1 · Z1 · Z1 · Z1 | Z1 · Z1 · Z1 |

| D21 · V31 | V28 |

| D21 · V31 | V28 |

| N12 · Z1 · Z1 |

| N12 · Z1 · Z1 |

| N5 | Z1 · Z1 · Z1 · Z1 · Z1 · Z1 | Z1 · Z1 · Z1 |

| N5 | Z1 · Z1 · Z1 · Z1 · Z1 · Z1 | Z1 · Z1 · Z1 |

| D21 · N35 | G43 | X1 · X1 |

| D21 · N35 | G43 | X1 · X1 |

| N12 · Z1 · Z1 · Z1 |

| N12 · Z1 · Z1 · Z1 |

| N5 | Z1 · Z1 · Z1 · Z1 · Z1 · Z1 | Z1 · Z1 · Z1 |

| N5 | Z1 · Z1 · Z1 · Z1 · Z1 · Z1 | Z1 · Z1 · Z1 |

| O50 · N35 | M23 | G43 |

| O50 · N35 | M23 | G43 |

| N12 · Z1 · Z1 · Z1 · Z1 |

| N12 · Z1 · Z1 · Z1 · Z1 |

| N5 | Z1 · Z1 · Z1 · Z1 · Z1 · Z1 | Z1 · Z1 · Z1 |

| N5 | Z1 · Z1 · Z1 · Z1 · Z1 · Z1 | Z1 · Z1 · Z1 |

| W18 | F32 · X1 |

| W18 | F32 · X1 |

| N12 · Z1 |

| N12 · Z1 |

| N37 · N35B |

| N37 · N35B |

| N5 | Z1 · Z1 · Z1 · Z1 · Z1 · Z1 | Z1 · Z1 · Z1 |

| N5 | Z1 · Z1 · Z1 · Z1 · Z1 · Z1 | Z1 · Z1 · Z1 |

| M17 | Q3 · X1 | F27 | ? | B1 |

| M17 | Q3 · X1 | F27 | ? | B1 |

| N12 · Z1 · Z1 |

| N12 · Z1 · Z1 |

| N5 | Z1 · Z1 · Z1 · Z1 · Z1 · Z1 | Z1 · Z1 · Z1 |

| N5 | Z1 · Z1 · Z1 · Z1 · Z1 · Z1 | Z1 · Z1 · Z1 |

Die Überschrift nennt das 9. Regierungsjahr von Amenhotep I. In der Tabelle darunter wird zuvorderst ein Monatsname angegeben. Darauf folgend wird mit Nummer und Jahreszeit eine zweite Monatsbezeichnung genannt. Dabei werden bei der Wiederholung der Jahreszeiten deren Namen durch Auslassungszeichen ersetzt. Dahinter steht dann jeweils „der 9. Tag“. Für die darauf folgende Bezeichnung „Peret-Sopdet“, die eigentlich nur mit dem Fest, oder dem Ereignis „Wepet-renpet“ (Monatsbezeichnung in derselben Zeile) assoziiert ist, stehen in allen Folgezeilen dann wieder Auslassungszeichen.
Dieses Transkript ist als Zitat von Sethe gegenüber dem Original gespiegelt. Ein ungespiegeltes Transkript findet sich in Parkers „calendars“.

## Der Ebers-Kalender im Vergleich
Im Vergleich zu anderen bekannten kalendarischen Tabellen fällt auf, dass die Fest-, bzw. Monatsbezeichner relativ zu den jahreszeitlich bezogenen Angaben verschoben erscheinen.
| Jahres-zeit                | Nr. | Ebers-Kalender | Ebers-Kalender | Grab des Senenmut | Grab des Senenmut | Grab des Senenmut | Ramesseum  | Ramesseum           |
| Jahres-zeit                | Nr. | von oben       | Bezeichner     | Position          | Position          | Bezeichner        | von rechts | Bezeichner          |
| Jahres-zeit                | Nr. | von oben       | Bezeichner     | Zeile             | Spalte            | Bezeichner        | von rechts | Bezeichner          |
| -------------------------- | --- | -------------- | -------------- | ----------------- | ----------------- | ----------------- | ---------- | ------------------- |
| Schemu (Ernte / Sommer)    | 3.  | 1.             | Wepet-renpet   |                   |                   |                   |            |                     |
| Schemu (Ernte / Sommer)    | 4.  | 2.             | Trunkenheit    |                   |                   |                   |            |                     |
| Achet (Über- schwem- mung) | 1.  | 3.             | Kleidung       | 1                 | 6                 | Trunkenheit       | 7.         | Trunkenheit         |
| Achet (Über- schwem- mung) | 2.  | 4.             | Hathor         | 1                 | 5                 | Kleidung          | 8.         | Ptah südl. s. Mauer |
| Achet (Über- schwem- mung) | 3.  | 5.             | Choiak         | 1                 | 4                 | Hathor            | 9.         | Hathor              |
| Achet (Über- schwem- mung) | 4.  | 6.             | Schef-bedet    | 1                 | 3                 | Choiak            | 10.        | Sachmet             |
| Peret (Aussaat / Winter)   | 1.  | 7.             | Brand          | 1                 | 2                 | Schef-bedet       | 11.        | Min                 |
| Peret (Aussaat / Winter)   | 2.  | 8.             | Brand          | 1                 | 1                 | Brand             | 12.        | großer Brand        |
| Peret (Aussaat / Winter)   | 3.  | 9.             | Renenutet      | 2                 | 1                 | Brand             | 1.         | kleiner Brand       |
| Peret (Aussaat / Winter)   | 4.  | 10.            | Chons          | 2                 | 2                 | Renenutet         | 2.         | Renenutet           |
| Schemu (Ernte / Sommer)    | 1.  | 11.            | Chenticheti    | 2                 | 3                 | Chons             | 3.         | Chons               |
| Schemu (Ernte / Sommer)    | 2.  | 12.            | Ipet           | 2                 | 4                 | Chenticheti       | 4.         | Chenticheti         |
| Schemu (Ernte / Sommer)    | 3.  |                |                | 2                 | 5                 | Ipet              | 5.         | Ipet                |
| Schemu (Ernte / Sommer)    | 4.  |                |                | 2                 | 6                 | Wepet-renpet      | 6.         | Re-Harachte         |

Eine vergleichbare Konkordanz findet sich bei Schott auf Seite (49) Die Bezeichner wurden dort weitgehend übernommen. Im Grab des Senenmut wird ein Bezug auf jahreszeitliche Monatsangaben nicht genommen. Die Einträge bilden hier einen Zyklus, der rechts oben (bei Schott mit „I.“) beginnt, dann nach links verläuft, um dann in der zweiten Zeile von links nach rechts mit dem letzten Eintrag unter dem ersten zu enden. Im Ramesseum beginnt die Zählung mit dem Achet I. (wiederum bei Schott mit „I.“) links von einem mittigen Zwischenraum, verläuft dann zum linken Rand hin, um dann vom rechten Rand her wieder am Zwischenraum zu enden. Schott führt mit einem Papyrus Kairo einen weiteren Kalender auf, der wie der Ebers-Kalender tabellarisch ausgeführt ist und den jahreszeitlichen Monatsangaben in zu Senenmut und Ramses analoger Zählung Bezeichnungen zuordnet. Leider sind einige Passagen darin verderbt. Bei Tetley steht auf Seite 94 eine interpolierte Abschrift mit Übersetzung zur Verfügung.

### Primärliteratur
Das Manuskript befindet sich heute in der Universitätsbibliothek Leipzig im Bereich Sondersammlungen. Siehe Papyrus Ebers – Universitätsbibliothek Leipzig. Abgerufen am 22. November 2021.

### Sekundärliteratur
- Jürgen von Beckerath: Chronologie des pharaonischen Ägypten. Die Zeitbestimmung der ägyptischen Geschichte von der Vorzeit bis 332 v. Chr. von Zabern, Mainz 1997, ISBN 3-8053-2310-7.
- Rolf Krauss: Sothis- und Monddaten. Studien zur astronomischen und technischen Chronologie Altägyptens. Gerstenberg, Hildesheim 1985, ISBN 3-8067-8086-X.
- Georg Möller: Hieratische Paläographie. Die ägyptische Buchschrift in ihrer Entwicklung von der fünften Dynastie bis zur römischen Kaiserzeit 3 Bände. Hinrichs, Leipzig 1909.
- Siegfried Schott: Altägyptische Festdaten. In: Akadermie der Wissenschaften und der Literatur (Hrsg.): Abhandlungen der geistes- und sozialwissenschaftlichen Klasse. Nr. 10. Mainz 27. Oktober 1950.
- M. Christine Tetley: The Reconstructed Chronology of the Egyptian Kings. Hrsg.: Barry W. Tetley. Onerahi (Whangarei, Neuseeland) 2014, ISBN 978-0-473-41906-6, S. 86 f. (englisch, archive.org [PDF; abgerufen am 21. Oktober 2021]).